# Christian Bakanic
Christian Bakanic (* 1980 in Welten, Südburgenland) ist ein österreichischer Jazz- und Weltmusikkünstler (Akkordeon, auch Piano, Komposition). Er lebt in Wien.

## Leben und Wirken
Bakanic erhielt im Alter von sieben Jahren ersten Musikunterricht. Mit 14 Jahren wechselte er von der Steirischen Harmonika und Klarinette auf das Akkordeon. Von 1994 bis 2014 lebte er in Graz, wo er 1999 am Musikgymnasium Dreihackengasse die Hochschulreife absolvierte. Zunächst studierte er am Johann-Joseph-Fux-Konservatorium, wo er das Diplom für „Lehrer für Volksmusikinstrumente“ erhielt. Er setzte sein Instrumentalstudium im Konzertfach an der Universität für Musik und darstellende Kunst Graz bei Janne Rättyä, James Crabb und Geir Draugsvoll fort.
Bakanic spielte zahlreiche Konzerte als Solist und in Ensembles der Neuen Volksmusik wie Folksmilch, Beefolk oder seinem eigenen Trio Infernal, mit denen er auch Alben veröffentlichte. 2016 erschien unter eigenem Namen sein Album Solo Tango. Zudem spielte er in Europa, Asien und Argentinien mit Mala Junta, Tanguango, Kahiba, Bordunikum, Scurdia und arbeitete mit Musikern wie Wolfgang Muthspiel, Klaus Johns, Miguel Herz-Kestranek, Josef Pichler, Alex Deutsch, Markus Schirmer, Gwilym Simcock, Wolfgang Puschnig, Diknu Schneeberger und Jon Sass. Er ist auch auf Alben von Christoph Pepe Auer, Heinrich von Kalnein oder Johannes Berauer zu hören.
Seit mehreren Jahren wirkt Bakanic auch als Komponist; er schreibt Kompositionen in den Bereichen Jazz, Folk und Neue Musik und fürs Theater. Seine Komposition Valse Rouge war im Pausenfilm beim Neujahrskonzert der Wiener Philharmoniker 2018 zu hören. Zudem leitet er als Lehrbeauftragter am Grazer Konservatorium einen Kurs zum Ensemblespiel in der Neuen Volksmusik.

## Preise und Auszeichnungen
Bakanic war 1997 und 1999 erster Preisträger beim Landeswettbewerb Prima la musica für klassisches Akkordeon. Weiterhin erhielt er zahlreiche erste Preise bei Harmonikawettbewerben (Steirischer Harmonikawettbewerb Grazer Messe, Österreichische Wettbewerbe „Tag der Harmonika“). Zusammen mit Klemens Bittmann und Christofer Frank erhielt er 2020 den Deutschen Dokumentarfilm-Musikpreis für die Musik des Films Die letzten Österreicher auf dem Internationalen Dokumentarfilmfestival München.

## Alben (Auswahl)
- 2008: Trio Infernal: Kilombo, ATS Records
- 2012: Temmel & Bakanic: Arabaroo, Session Work Records (mit dem Gitarristen Manfred Temmel)
- 2013: Trio Infernal: Tangarta, Session Work Records
- 2016: Solo Tango, Session Work Records
- 2017: Folksmilch: Palermo, Milch Record (mit Klemens Bittmann am Cello, Eddie Luis am Kontrabass)
- 2018: Plattform K+K Vienna: Vienna’s Calling, Deutsche Grammophon (auch als Komponist für das Kammermusikensemble)
- 2020: Marie Spaemann, Christian Bakanic: Metamorphosis, Preiser Records[3]
- 2022: Paula Barembuem & Trio Infernal: Sueñera, Preiser Records (mit Christian Wendt am Bass und Jörg Haberl am Schlagzeug)
- 2023: Schneeberger & Bakanic Quartett: Avanti Avanti, Preiser Records.

## Belege
1. 1 2  Werner Schandor: Mit viel Fingerspitzengefühl (Porträt). In: Kulturportal des Landes Steiermark. 15. Juli 2025, abgerufen am 16. Juli 2025.
2. ↑  Deutscher Dokumentarfilm-Musikpreis 2020: Die letzten Österreicher (Memento vom 4. August 2020 im Internet Archive), dokfest-muenchen.de, abgerufen am 9. Mai 2020.
3. ↑  Besprechung (MICA)

| Personendaten    | Personendaten                                                                |
| ---------------- | ---------------------------------------------------------------------------- |
| NAME             | Bakanic, Christian                                                           |
| KURZBESCHREIBUNG | österreichischer Jazz- und Weltmusikkünstler (Akkordeon, Piano, Komposition) |
| GEBURTSDATUM     | 1980                                                                         |
| GEBURTSORT       | Welten, Südburgenland                                                        |